# Rắn lục Ursini
Rắn lục Ursini, còn viết là Rắn lục Orsini hay Rắn lục đồng cỏ meadow adder,, tên khoa học Vipera ursinii, là một loài rắn trong họ Rắn lục. Loài này được Bonaparte mô tả khoa học đầu tiên năm 1835.
Loài rắn này phân bố ở Đông nam nước Pháp, miền đông Áo (đã tuyệt chủng), Hungary, trung bộ nước Ý, Croatia, Bosnia-Herzegovina, phía bắc và đông bắc Macedonia, Albania, Romania, phía bắc Bulgaria, Hy Lạp, Thổ Nhĩ Kỳ, phía tây bắc Iran, Armenia, Azerbaijan, Gruzia, Nga và qua Kazakhstan, Kyrgyzstan và thảo nguyên Uzbekistan phía đông Trung Quốc

## Hình ảnh

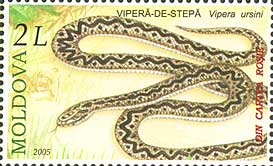
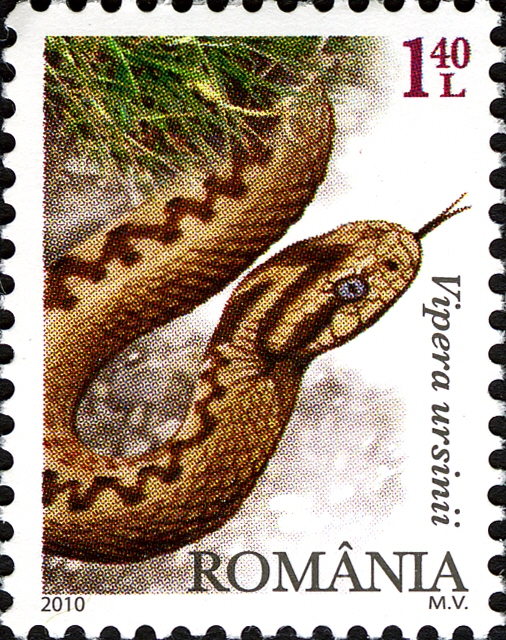
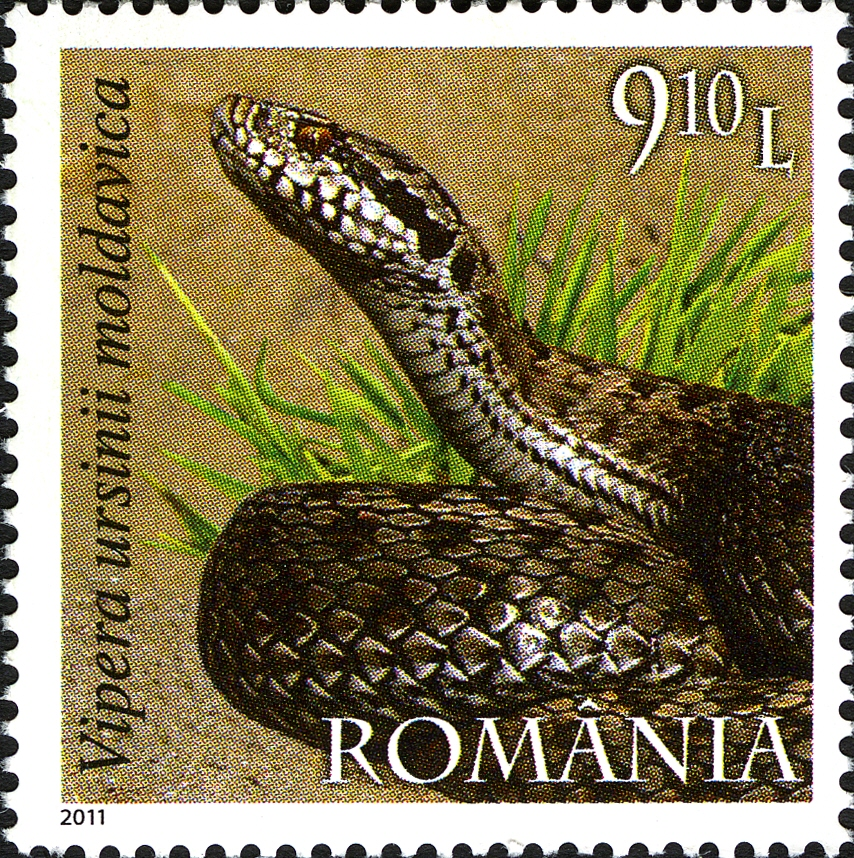

- Tập tin:Tập